# Svatá Amalberga
Svatá Amalberga (Amálie) z Temse (kolem roku 741 – 10. července 772) byla belgická světice.
Pocházela ze vznešeného rodu. Rozhodla se žít zasvěcený život, ale pro její krásu se o ni ucházel Karel Veliký. Ona jej odmítala, proto ji Karel zkusil unést, ona však kladla odpor, až jí Karel zlomil ruku. Poté vstoupila do kláštera v Munsterbilzenu. Je jí připisováno množství zázraků.
Její ostatky byly později přeneseny do Gentu.

## Atributy
Její atributy vychází z událostí a zázraků jí připisovaných. Jsou to kniha, muž, ryby, síto a někdy i palmová větev.

## Patronka
Amálie je vzývána proti bolestem rukou, ztroskotání a škodám na sklizni. Je patronkou rolníků a námořníků. Její svátek se slaví 10. července.